# David Nimley
David Nimley, född 1945[källa behövs], är en liberiansk militär och politiker. Han var general och ledare för försvarsmakten då han utropade sig till president i Liberia den 9 september till 22 november 1990. Under samma period var det ytterligare tre personer som utropat sig som president, Yormie Johnson, Amos Sawyer och Charles Taylor.
Efter att Samuel K. Doe dog tog Nimley makten över Does väpnade styrkor, som begick allt grövre övergrepp mot befolkningen.